# Thelonious Monk
Thelonious Sphere Monk (10. října 1917, Rocky Mount, Severní Karolína, USA – 17. února 1982, Englewood, New Jersey) byl americký jazzový pianista a skladatel. 
Obecně je pokládán za jednoho z nejvýznamnějších jazzových hudebníků všech dob. Ve hře měl unikátní improvizační styl a do jazzu přinesl mnoho nového (mimo jiné klasické standardy jako Round Midnight nebo Blue Monk). Často bývá pokládán za zakladatele bebopu, přestože jeho styl hry se vyvíjel jinak než tato forma jazzu. Jeho kompozice a improvizace jsou plné nesouzvučných souzvuků a hrubých jemností, neoddělitelných od Monkova neortodoxního přístupu ke hře na piano, v níž kombinoval explozivní, nárazové tempo s dramatickými odmlkami a pozastaveními.

## Život

### Mládí
O Monkově mládí není mnoho známo. Narodil se v Rocky Mount v Severní Karolíně jako syn Thelonia a Barbary Monkových, dva roky po své sestře Marian. Za několik let se narodil ještě jejich mladší bratr Thomas. Monk začal hrát na piano v devíti letech. Přestože do jisté míry absolvoval formální výuku a poslouchal při hře svou sestru, z větší části to byl samouk. Roku 1922 se Monkovi přestěhovali na Manhattan. Thelonious studoval na Stuyvesant High School, ale studia nedokončil. V mládí dočasně hrál v kostele na varhany, záhy si však našel uplatnění v hraní jazzu.
Je pokládán za pianistu, který hraje na nahrávkách Jerryho Newmana, pořízených roku 1941 v legendárním manhattanském klubu Minton’s Playhouse, kde byl Monk prominentním pianistou. Jeho styl v té době byl popisován jako hard swing s občasným sklouznutím ke stylu Arta Tatuma. Podle Monka samotného ho nejvíc ovlivnili Duke Ellington, James P. Johnson, a jiní, hrající ve stylu stride piano. Theloniův unikátní styl hry byl doveden k dokonalosti během jeho zaměstnání v Minton’s Playhouse ve 40. letech, kde se vždy po zavírací době účastňoval hudebních klání, tzv. cutting competitions“, jichž se účastnili přední jazzoví muzikanti té doby. Mintonův klub byl bytostně důležitý v procesu vytváření bebopu, a přivedl Monka do kontaktu s vedoucími tvůrci bebopu, jako byli Dizzy Gillespie, Charlie Christian, Kenny Clarke, Charlie Parker, Miles Davis, Sonny Rollins, a Milt Jackson.

### První nahrávky (1944-1954)
Roku 1944 vytvořil Monk svou první nahrávku s kvartetem Colemana Hawkinse. Hawkins byl jeden z prvních předních jazzových hudebníků, který rozeznal Monkův talent, a Thelonious se později odvděčil, když Hawkinse roku 1957 pozval ke spolupráci s ním a s Johnem Coltranem. Jako bandleader poprvé nahrával ve firmě Blue Note roku 1947 (nahrávky byly později obsaženy v antologii Genius of Modern Music 1). Tyto nahrávky dokazují jeho talent jakožto skladatele originálních melodií určených pro improvizaci. Ve stejném roce se oženil s Nellie Smithovou, a roku 1949 se jim narodil syn T. S. Monk, který se později stal jazzovým bubeníkem. Dcera Barbara (přezdívaná Boo-Boo) se narodila v roce 1953.
V srpnu 1951 učinila policie v New Yorku prohlídku auta, v němž jel Monk s kamarádem Budem Powellem. V autě byla nalezena narkotika, která podle policistů patřila Powellovi. Monk ale odmítl proti příteli svědčit, a policie zabavila jeho New York City Cabaret Card (povolení k práci v klubech). Bez tohoto osvědčení nesměl hrát v žádném newyorském klubu kde byl podáván alkohol, což po několik let významně omezilo jeho možnosti hrát. Monk strávil většinu 50. let skládáním, nahráváním, a vystupováním v malých klubech mimo město.
Po skončení spolupráce s Blue Note podepsal na dva roky smlouvu se společností Prestige Records. S touto společností nahrál několik málo uznávaných, ale velmi důležitých alb, mimo jiné ve spolupráci se Sonnym Rollinsem a Artem Blakeym. Roku 1954 se Monk zúčastnil série vystoupení Christmas Sessions, ze kterých vzešly alba Bag’s Groove a Miles Davis and the Modern Jazz od Milese Davise. Davisovi připadal Monkův výstřední hudební doprovod velice těžký pro improvizaci, a řekl Monkovi aby styl zklidnil. Toto jejich spory dohnalo až skoro k pěstnímu souboji. Sám Davis ale ve své biografii Miles uvádí, že jeho vztahy s Monkem nikdy tak vyostřené nebyly, a že zprávy o tom, že padly rány pěstí, byly zvěsti.
Roku 1954 Monk poprvé poctil svou návštěvou Evropu, konkrétně Paříž. Tam poprvé potkal baronku jménem Pannonica "Nica" de Koenigswarter, členku slavného bankovnického klanu Rothschildů a patronku mnoha newyorských jazzových hudebníků. Zůstali dobrými přáteli až do konce života.

### Společnost Riverside Records (1954-1961)
V době, kdy podepsal smlouvu s Riverside byl Monk hluboce uznáván svými kolegy i hudebními kritiky, ale jeho nahrávky se stále neprodávaly ve větších počtech, jelikož jeho styl byl stále pokládán za příliš „složitý“, než aby mohl být přijat širším publikem. Jako doklad toho může posloužit fakt, že společnost Riverside odkoupila smlouvu s Monkem od studia Prestige na 108 dolarů a 24 centů. Zásadní průlom přišel díky kompromisu mezi studiem a Monkem, když riverside Monka přesvědčila, aby nahrál dvě alba se svými ztvárněními jazzových standardů.
Jeho debut přišel s albem Monkových úprav hudby Dukea Ellingtona. Výsledné LP Thelonious Monk Plays Duke Ellington mělo Monka přiblížit širokému publiku a prorazit cestu k pochopení jeho unikátního stylu posluchači. Podle producenta Orrina Keepnewse připadala Ellingtonova muzika Monkovi naprosto neznámá, a strávil mnoho hodin u partitur přehráváním melodií na pianu. S přihlédnutím k Monkovým dlouholetým hudebním zkušenostem je velice nepravděpodobné, že by neznal Ellingtonovu hudbu, a spekuluje se, že zdánlivá neznalost materiálu by se měla přisuzovat spíše Monkovu zvláštnímu smyslu pro humor v kombinaci s jeho neochotou být nucen dokazovat svůj talent tím, že by hrál cizí hudbu (stále tu však byli kritici, kteří tvrdili, že jí nehraje, protože jí hrát neumí). Toto album bývá obecně považováno za méně úspěšné, ale přitáhlo diváky natolik, že se společnost Riverside odhodlala vydat album s Monkovými vlastními skladbami.
Konečně roku 1956 dostal Monk možnost vydat vlastní album, „Brilliant Corners“. Komplexní první skladba (ve které si zahrál na saxofon slavný Sonny Rollins) byla tak obtížná na zahrání, že výsledná zkuková stopa musela být poskládána ze tří různých pokusů. I přesto bylo album pokládáno za Monkův první komerční úspěch. Podle Orrina Keepnewse „bylo to první album co udělalo díru do světa.“
Po tom, co mu byla navrácena licence ke hraní v klubech znovu odstartoval svou newyorskou kariéru lukrativní smlouvou na 6 měsíců k vystupování v kavárně Five Spot, kde hrál se svým kvartetem, ve kterém hrál John Coltrane na tenorový saxofon. Prakticky žádné nahrávky z této doby neexistují kvůli smluvním problémům (Monk měl smlouvu s Riverside, Coltrane s Prestige). Jedna amatérské nahrávka přímo z Five Spot byla objevena roku 1990 a vydána pod hlavičkou Blue Note. 29. listopadu vystoupil kvartet v Carnegie Hall a koncert byl nahrán ve vysoké kvalitě společností Voice of America. Tato dlouho ztracená nahrávka byla roku 2005 objevena v Kongresové knihovně. Roku 1958 zaujal Coltraneovo místo u saxofonu Johnny Griffin.
Roku 1958 byl Monk a baronka Koenigswarterová zatčeni policií ve Wilmingtonu ve státě Delaware. Když Monk odmítl odpovídat na otázky policistů, zmlátili ho obuškem. I když měla policie povolení k prohlídce a našla v barončině autě narkotika, soudce Delawarského státního soudu rozhodl, že souhlas k prohlídce byl učiněn pod nátlakem, a oba byli prohlášeni nevinnými. Monka zastupoval Theophilus Nix, druhý černý člen Delawarské asociace právníků.

### Columbia Records (1962-1970)
28. února 1964 se Monk objevil na obálce časopisu Time a byl o něm napsán článek „The Loneliest Monk“. Monk podepsal smlouvu se společností Columbia Records, která ho proslavila víc než jakékoliv předchozí vydavatelství. Od té doby už měl Monk i stálou kapelu se saxofonistou jménem Charlie Rouse. Nahrál několik velice úspěšných studiových alb, jmenovitě Monk’s dream nebo „Underground. Během spolupráce s Columbia Records se značně utlumila jeho skladatelská činnost. Pouze jeho poslední nahrávka u Columbia, Underground, obsahovala většinou nové skladby, včetně jediného waltzu který kdy Monk napsal, The Ugly Beauty. Další alba vydaná v Columbia Records jsou například Miles and Monk at Newport (1963), Live at the It Club (1964) a Live at the Jazz Workshop (1964). V této době hráli společně s Monkem v jeho kvartetu ještě Larry Gales na basu a Ben Riley na bubny. V 70. letech se Monk vytratil ze scény a v posledním desetiletí svého života už uskutečnil pouze pár vystoupení. Jeho poslední studiová nahrávka byla vyrobena roku 1971, před koncem jeho turné se společenstvím The Giants Of Jazz, obsahujícím muzikanty jako Dizzyho Gillespieho, Sonnyho Stitta, Arta Blakeyho, Kaie Windinga a Ala McKibbona.

### Pozdější léta
Monkovy manýry byly přinejmenším výstřední. Byl znám pro svůj „divný“ styl oblékání, pro nošení slunečních brýlí a klobouků a vytvořil nezvyklý styl hraní na piano plný synkop a údernosti. Známa je také historka, že Monk několikrát uprostřed hry vyskočil od piana a začal kolem něj tančit v kruzích, tleskaje při tom rukama, mezitím co ostatní hudebníci pokračovali v hraní. Basista Al McKibbon, který znal Monka po více než 20 let a hrál s ním při posledním turné roku 1971, řekl: „během toho turné řekl Monk asi 2 slova. Myslím doslova dvě. Nikdy neřekl „dobrý ráno“, dobrou noc“, „Kolik je?“, prostě nic. Po turné sdělil členům kapely, že nemohl komunikovat ani pořádně hrát proto, že Art Blakey a já jsme byli tak oškliví.“ Jiná stránka Monkovy osobnosti je popsána v biografii „John Coltrane: His Life and Music“, kde Lewis Porter píše: „Monk je přesným opakem Milese Davise: pořád mluví o hudbě a tak moc chce abyste mu porozuměli, že kdybyste se ho na cokoliv zeptali, mohl by strávit hodiny tím, že by se vám to snažil vysvětlit.“
Dokumentární film z roku 1988 Thelonious Monk: Straight, No Chaser přisuzuje Monkovo výstřední chování mentální chorobě. Ve filmu říká jeho syn T. S. Monk, že jeho otec ho někdy ani nepoznával, a že byl několikrát hospitalizován pro blíže nespecifikovanou mentální chorobu, která se rapidně zhoršila v 60. letech. Nikdy nebyly zveřejněny žádné lékařské zprávy ani diagnózy, ale pravdou je, že Monk obvykle procházel obdobími, kdy byl po dva nebo tři dny velmi rozrušený, a několik dní po tom se stal flegmatickým a přestal úplně komunikovat. Podle Monkova syna byla tehdy jedinou léčbou duševních chorob elektrošoková terapie, ale jeho rodina k ní nikdy nedala svolení. Namísto toho mu byla předepsána antipsychotika a lithium. Další teorie, vznesená Lesliem Goursem, autorem knihy Straight, No Chaser: The Life and Genius of Thelonious Monk (1997) tvrdí, že minimálně jeden z Monkových psychiatrů nedokázal najít jakékoliv známky maniodepresivní psychózy ani schizofrenie. Jiní sváděli Monkovy stavy na úmyslné užívání drog, jako LSD nebo mezkalin, ke kterým ho dostal Timothy Leary. Jiný lékař tvrdí, že Monkovi byla učiněna v nemocnici špatná diagnóza a byly mu podány léky, které způsobily poškození mozku.
Jelikož se jeho zdraví stále zhoršovalo, strávil svých posledních 6 let života v rezidenci své patronky, Nicy de Koenigswarter, která se takto starala před jeho smrtí i o Charlieho Parkera. Na piano si už v těchto 6 letech nezahrál, i když ho měl v pokoji, a promluvil pouze s několika hosty. Thelonious Sphere Monk zemřel 17. února 1982 na mozkovou mrtvici, a je pohřben na hřbitově Ferncliff Cemetery v Hartsdale, stát New York. Od jeho smrti se jeho hudba stala oblíbenou u širšího publika a je kladen na úroveň Milese Davise nebo Johna Coltranea jako jedna z hlavních postav jazzové hudby. Roku 1993 mu byla in memoriam udělena cena Grammy za celoživotní přínos. Roku 2006 mu byla udělena Pulitzerova cena.

## Diskografie
- Midnight at Minton's (1941, Monk osobně nehraje všechny skladby)
- After Hours (1941, vydáno 1973 pod jménem Charlie Christian)
- After Hours in Harlem (1941, vydáno 1973)
- Genius of Modern Music: Volume 1 (nahráno 1947–1948)
- Genius of Modern Music: Volume 2 (nahráno 1947–1952)
- Thelonious Monk Trio (1952)
- Monk (1953, znovu vydáno 1956)
- Thelonious Monk and Sonny Rollins (nahráno 1953, 1957 znovu vydáno)
- Thelonious Monk plays the Music of Duke Ellington (1955)
- The Unique Thelonious Monk (1955)
- Brilliant Corners (1956 se Sonnym Rollinsem a Clarkem Terrym)
- Thelonious Himself (1957)
- Thelonious Monk with John Coltrane (nahráno 1957, 1961 vydáno) – uvedena roku 2007 do síně slávy cen Grammy
- Art Blakey's Jazz Messengers with Thelonious Monk (1957)
- Monk's Music (1957)
- Mulligan Meets Monk (1957, s Gerrym Mulliganem)
- Thelonious Monk Quartet with John Coltrane at Carnegie Hall (1957)
- Thelonious in Action a Misterioso (1958, živě v Five Spot)
- The Thelonious Monk Orchestra at Town Hall (1959, Charlie Rouse se zde přidal ke kapele)
- 5 by Monk by 5 (1959)
- Thelonious Alone in San Francisco (1959)
- Thelonious Monk And The Jazz Giants (1959)
- Thelonious Monk at the Blackhawk (1960, s Charlie Rousem)
- Monk in France (1961)
- Monk's Dream (1962)
- Criss Cross (1962)
- Monk in Tokyo (1963)
- Miles & Monk at Newport (1963)
- Big Band and Quartet in Concert (1963)
- It's Monk's Time (1964)
- Monk (1964)
- Solo Monk (1964)
- Live at the It Club (1964)
- Live at the Jazz Workshop (1964)
- Straight, No Chaser (1966)
- Underground (1967)
- Monk's Blues (1968)
- Something in Blue, Nice Work in London, Blue Sphere and The Man I Love (všechno z roku 1971, obsaženo v kolekci The *London Collection 1988, 3 CD)
- April in Paris (1981 2 LP)
- Monk's Classic Recordings (1983)
- Blues Five Spot (1984)
- The Complete 1957 Riverside Recordings (2006 znovu vydáno – kolekce všech skladeb s Coltranem) – získalo roku 1987 Grammy jako nejlepší historické album